# Coppa del Territorio di Krasnodar 2017
La Coppa del Territorio di Krasnodar 2017 è la 2ª edizione della coppa locale di football americano, organizzata dalla KKFAF.

## Squadre partecipanti
| Club                  | Città        | Stadio | Sponsor ufficiale |
| --------------------- | ------------ | ------ | ----------------- |
| Armavir Arkhangels    | Armavir      |        |                   |
| Novorossiysk Admirals | Novorossijsk |        |                   |
| Volgograd Stalingrad  | Volgograd    |        |                   |

## Calendario
| Armavir 16 settembre 2017 | Armavir Arkhangels | 8 – 34 | Novorossiysk Admirals |  |

| Armavir 16 settembre 2017 | Armavir Arkhangels | 0 – 36 | Volgograd Stalingrad |  |

| Armavir 16 settembre 2017 | Novorossiysk Admirals | 34 – 0 | Volgograd Stalingrad |  |

## Classifica
La classifica della regular season è la seguente:
- PCT = percentuale di vittorie, G = partite giocate, V = partite vinte, P = partite perse, PF = punti fatti, PS = punti subiti
- il vincitore del torneo è indicato in verde

| Pos. | Squadra               | PCT   | G | V | P | PF | PS |
| ---- | --------------------- | ----- | - | - | - | -- | -- |
| 1    | Novorossiysk Admirals | 1.000 | 2 | 2 | 0 | 68 | 8  |
| 2    | Volgograd Stalingrad  | .500  | 2 | 1 | 1 | 36 | 34 |
| 3    | Armavir Arkhangels    | .000  | 2 | 0 | 2 | 8  | 70 |

## Verdetti
- Novorossiysk Admirals Vincitori della coppa del Territorio di Krasnodar 2017